# Busca Implacável
Taken (bra/prt: Busca Implacável) é um filme de ação e suspense francês de 2008, escrito por Luc Besson e Robert Mark Kamen, e dirigido por Pierre Morel. É estrelado por Liam Neeson, Maggie Grace, Famke Janssen, Katie Cassidy, Leland Orser, e Holly Valance. Neeson interpreta Bryan Mills, um ex-agente da CIA que procura rastrear sua filha adolescente Kim (Grace) e sua melhor amiga Amanda (Cassidy) depois que as duas garotas são sequestradas por traficantes de seres humanos da máfia albanesa enquanto viajam pela França durante as férias.
Taken arrecadou mais de US$226 milhões. Inúmeros meios de comunicação citaram o filme como um ponto de virada na carreira de Neeson que o redefiniu e transformou em uma estrela de cinema de ação. O primeiro filme da série de filmes Taken foi seguido por duas sequências — Taken 2 e Taken 3 — lançadas em 2012 e 2014, respectivamente. Uma série de televisão estreou em 2017 na NBC, com Clive Standen interpretando Bryan Mills.

## Sinopse
Agente do governo deixa o emprego para passar mais tempo com a filha que teve com sua ex-mulher. Para sobreviver, começa a trabalhar como segurança particular. Quando sua filha lhe pede autorização para viajar a Paris com uma amiga, ele nega, mas ela desobedece a proibição, e logo ambas desaparecem.

## Elenco
- Liam Neeson — Bryan Mills
- Maggie Grace — Kim Mills
- Famke Janssen — Lenore Mills-St John
- Katie Cassidy — Amanda
- Xander Berkeley — Stuart
- Leland Orser — Sam Gilroy
- Jon Gries — Mark Casey
- David Warshofsky — Bernie Harris
- Holly Valance — Sheerah
- Xander Berkeley — Stuart St John
- Olivier Rabourdin — Jean-Claude Pitrel
- Gérard Watkins — Patrice Saint-Clair
- Arben Bajraktaraj — Marko Hoxha
- Camille Japy — Isabelle
- Nicolas Giraud — Peter
- Goran Kostić — Gregor
- Nabil Massad — Raman
- Jalil Naciri — Ali
- Nathan Rippy — Victor

## Produção
O filme foi produzido pela EuropaCorp de Luc Besson. Pierre Morel já havia trabalhado como diretor de fotografia para Besson, e eles também haviam colaborado na estreia na direção de Morel, Banlieue 13. Besson lançou a ideia de Taken uma noite durante o jantar e Morel imediatamente se apegou à ideia de um pai lutando para proteger sua filha. Jeff Bridges foi escalado como Bryan Mills, mas depois que ele saiu do projeto, Liam Neeson aceitou o papel, desejando desempenhar um papel mais exigente fisicamente do que costumava fazer. Neeson inicialmente pensou que o filme não passasse de uma "pequena estrada secundária" para sua carreira, esperando que fosse lançado diretamente para o vídeo.

## Música
A trilha sonora do filme foi composta por Nathaniel Méchaly e lançada em 27 de janeiro de 2009.

### Trilha sonora
Todas as músicas escritas e compostas por Nathaniel Méchaly, exceto onde indicado.
| Taken (Original Motion Picture Soundtrack) |                                                                 |         |  |
| N.º                                        | Título                                                          | Duração |  |
| 1.                                         | "Opening"                                                       | 0:52    |  |
| 2.                                         | "Change" (Escrito e realizado por Joy Denalane com Lupe Fiasco) | 4:12    |  |
| 3.                                         | "Permission to Go to Paris"                                     | 1:11    |  |
| 4.                                         | "Heading Off"                                                   | 1:10    |  |
| 5.                                         | "The Concert"                                                   | 0:53    |  |
| 6.                                         | "There's Somebody Here"                                         | 3:22    |  |
| 7.                                         | "Pursuit at Roissy"                                             | 1:07    |  |
| 8.                                         | "On the Rooftop"                                                | 1:40    |  |
| 9.                                         | "Ninety Six Hours"                                              | 6:01    |  |
| 10.                                        | "The Construction Site"                                         | 2:04    |  |
| 11.                                        | "Pursuit at the Construction Site"                              | 1:25    |  |
| 12.                                        | "Saving Alex"                                                   | 1:14    |  |
| 13.                                        | "Escape From St Clair"                                          | 1:38    |  |
| 14.                                        | "Tick Tick, Boom" (Escrito e realizado por The Hives)           | 3:24    |  |
| 15.                                        | "Hotel Camelia"                                                 | 1:38    |  |
| 16.                                        | "The Auction"                                                   | 1:38    |  |
| 17.                                        | "Pursuit by the"                                                | 3:15    |  |
| 18.                                        | "On the Boat"                                                   | 1:05    |  |
| 19.                                        | "The Last Fight"                                                | 1:52    |  |
| 20.                                        | "The Dragster Wave" (Escrito e realizado por Ghinzu)            | 6:09    |  |
| Duração total:                             | Duração total:                                                  | 45:50   |  |

## Lançamento
Um trailer de Taken foi lançado em 20 de junho de 2008. O filme foi lançado em 27 de fevereiro na França, 9 de abril na China e 26 de setembro no Reino Unido no ano de 2008. Foi lançado em 30 de janeiro nos Estados Unidos e 22 de agosto no Japão, no ano de 2009. O filme foi lançado sob o título de 96 Hours na Alemanha, Io vi troverò (I Will Find You) na Itália e Заложница (Hostage) na Rússia.

### Bilheteria
Taken arrecadou US$145 milhões na América do Norte e US$81,8 milhões em outros territórios, num total mundial de US$226,8 milhões, em um orçamento de produção de US$25 milhões.
Em seu dia de estreia na América do Norte, o filme arrecadou US$9,4 milhões, marcando o melhor dia de estreia de todos os tempos no Super Bowl. Ele faturou US$24,7 milhões durante seu fim de semana de estreia, apresentado em 3,183 cinemas, com uma média de US$7,765 por sala e a classificação nº 1, que foi o segundo maior fim de semana de abertura do Super Bowl, na época, atrás de Hannah Montana & Miley Cyrus: Best of Both Worlds Concert (US$31,1 milhões). O filme também é a maior bilheteria entre os filmes da franquia Taken na América do Norte.
O maior mercado em outros territórios são Coreia do Sul, Reino Unido, França, Austrália e Espanha, onde o filme arrecadou US$15,47 milhões, US$11,27 milhões, US$ 9,43 milhões, US$ 6,28 milhões e US$5,46 milhões, respectivamente.

## Recepção

### Crítica
O Metacritic, que usa uma média ponderada, atribuiu ao filme uma pontuação de 50 em 100, baseado em 31 críticos, indicando críticas "mistas ou médias". No site agregador de críticas Rotten Tomatoes, 58% das 170 resenhas dos críticos são positivas.
As pesquisas do CinemaScore realizadas durante o fim de semana de abertura, as audiências de cinema deram ao filme uma nota média de "A" na escala A+ a F.

### Controvérsia
Em 2011, um autoproclamado especialista em contraterrorismo foi condenado por fraude eletrônica depois de afirmar que o filme foi baseado em um incidente da vida real em que sua filha foi morta. William G. Hillar, que fingia ser um coronel aposentado dos Boinas Verdes, alegou ter passado mais de 12 anos dando palestras a agências do governo dos EUA, como o Federal Bureau of Investigation, sobre questões de segurança. No entanto, os registros revelaram que ele havia sido um operador de radar na Reserva da Guarda Costeira entre 1962 e 1970, e nunca esteve no Exército dos EUA. No entanto, seu site reivindicou que Taken foi baseado em eventos envolvendo ele e sua família. Hillar, que admitiu as acusações, foi condenado a 500 horas de serviço comunitário em Rosaryville. Ele também concordou em pagar US$171,000 em honorários por palestras que havia recebido de várias organizações às quais se apresentara como especialista em terrorismo e tráfico de pessoas.
Em 2019, em uma tentativa de atrair turistas e combater a percepção negativa dos albaneses na mídia ocidental, o governo albanês, juntamente com doadores estrangeiros, produziu um ponto turístico chamado Be Taken by Albania, onde Liam Neeson foi convidado a visitar a Albânia e explorar o país e seus pontos de cultura, gastronomia e turismo.

## Mídia doméstica
Taken foi lançado como "Taken (Single-Disc Extended Edition)" em DVDs em 12 de maio de 2009 e em Blu-ray em 9 de dezembro de 2014. O filme também teve o lançamento de "Taken (Two-Disc Extended Edition)" em DVDs e Blu-ray Discos em 12 de maio de 2009. Em 5 de fevereiro de 2015, o filme vendeu US$5,388,963 DVDs e US$607,073 em discos Blu-ray Discos e arrecadou US$79,798,171 e US$10,069,116, totalizando US$89,867,287, respectivamente, na América do Norte.

## Na cultura popular
- Em maio de 2012, o enredo de "Leggo My Meg-O", o vigésimo episódio da décima temporada da série de TV Family Guy, é baseado em Taken[28] Em "Brian's a Bad Father", Brian menciona que ter Zooey Deschanel escalada como a filha em Taken estaria pensando fora da caixa. Uma outra cena mostra Bryan Mills (reprisado por Liam Neeson) instruindo os seqüestradores a enviarem a ele o chefe de Zooey Deschanel.
- Em "Hunt", um episódio da quinta temporada da série de TV Castle, quando a filha de Richard Castle, Alexis, é sequestrada e levada para Paris, Castle segue e Det. Kevin Ryan pergunta: "Quem ele pensa que é, Liam Neeson?"
- Um esboço de abertura do Saturday Night Live em 8 de março de 2014 (temporada 39, episódio 15) mostrava Liam Neeson reprisando seu personagem no filme em resposta à invasão de Vladimir Putin na Ucrânia e em defesa do presidente Barack Obama.[29]
- Na série animada do Cartoon Network, The Amazing World of Gumball, episódio "The Kids", Gumball liga para Fitzgerald e pergunta se ele pode falar com Penny. Fitzgerald assume que Gumball está sendo desrespeitoso devido à mudança de voz e ameaça Gumball repetindo o discurso telefônico de Bryan Mills com uma voz assustadora. Mais tarde no episódio, o Sr. Fitzgerald dirige até Gumball de seu carro e diz a linha de Bryan Mills para ele mais uma vez, mas ele é rapidamente cortado por Gumball quando fecha a janela do carro, tranca a porta e a fecha com força. na cara dele.
- Um dos comerciais mais populares[30] e mais bem recebidos[31] do Super Bowl XLIX em fevereiro de 2015, um anúncio do desenvolvedor de jogos finlandês Supercell para seu popular jogo Clash of Clans, contou com Neeson parodiando seu personagem de Taken.[32]
- Em "Red Means Stop", o episódio final da sexta temporada de The Venture Bros., The Monarch e Henchman 21 induzem a família da Red Death a ir à sua sogra e chamam-no alegando tê-los sequestrado. Antes que ele pudesse terminar seu discurso, Red Death cita o discurso de "Eu vou te encontrar" de Neeson. The Monarchf pede desculpas e desliga lentamente, depois começa a se esconder por alguns segundos.

## Sequências
Em novembro de 2010, a Fox anunciou que a EuropaCorp produziria uma sequência dirigida por Olivier Megaton. Taken 2 foi lançado posteriormente na França em 3 de outubro de 2012, com Neeson, Janssen, Grace, Gries, Rabourdin e Orser reprisando seus papéis no primeiro filme. Um terceiro filme da série Taken foi lançado em 16 de dezembro de 2014.

## Série de televisão
Em setembro de 2015, a NBC ordenou uma série de TV representando Bryan Mills mais jovem com Clive Standen, interpretando Mills, Gaius Charles, Monique Gabriela Curnen, James Landry Hebert, Michael Irby, Jose Pablo Cantillo, Jennifer Marsala e Simu Liu como John, Vlasik, Casey, Scott, Dave, Riley e Faaron, membros da OPCON. Brooklyn Sudan] é escalada como Asha, uma jovem atraente e bem-educada de uma família de classe média alta que está promovendo sua educação quando conhece Bryan, e Jennifer Beals é escalada como Christina Hart, vice-diretora especial de inteligência nacional que tomou Mills sob sua asa. Alexander Cary é escritor, produtor executivo e showrunner da série e Alex Graves dirigiu o piloto.